# Javier Vázquez González
Javier Vázquez Contreras, más conocido como Javi Vázquez (Madrid, 10 de julio de 1986), es un exfutbolista y entrenador de fútbol español. Actualmente entrena al Club de Fútbol Talavera de la Reina de la Segunda Federación.

## Carrera deportiva
Como jugador desarrolló su carrera deportiva en equipos de Segunda División B de España y Tercera División de España, llegando a disputar un total de 111 partidos en Segunda División B de España, comenzando en las filas del Racing Portuense y jugar más tarde en el Getafe CF B y UD Sanse, donde se retiró en 2015.
Tras retirarse como jugador, desempeñó el cargo de entrenador y formó parte la estructura deportiva del Alalpardo, en la Comunidad de Madrid.
En la temporada 2018-19, firma por la Agrupación Deportiva Unión Adarve de la Tercera División de España y además se hizo cargo de su División de Honor Juvenil. Con el equipo juvenil logró mantener la categoría tras ganar en la última jornada de liga y con el equipo de Tercera División de España finalizó segundo en el grupo 7 de Tercera División, disputando el playoff de ascenso a Segunda División B de España en la temporada interrumpida por la pandemia.
En la temporada 2020-21, se hace cargo del Real Madrid Club de Fútbol Juvenil B, con el que conquistó el título de Liga Nacional.
El 18 de enero de 2022, firma como entrenador del Panathinaikos B de la Segunda Superliga de Grecia. El 19 de enero de 2022, debutó en el banquillo con victoria (3-1) en el partido de Liga contra el OF Ierapetra FC.
El 22 de noviembre de 2022, firma como entrenador del Unión Popular de Langreo de la Segunda Federación de España. Al finalizar la temporada 2023-24, anunció que no continuaría como entrenador del club asturiano.
El 31 de mayo, el Club de Fútbol Talavera de la Reina de la Segunda Federación anuncia su contratación, firma por una campaña con el club castellano.

## Trayectoria como entrenador
| Club                    | País   | Año       |
| ----------------------- | ------ | --------- |
| A. D. Unión Adarve      | España | 2018-2020 |
| Real Madrid juvenil "B" | España | 2020-2021 |
| Panathinaikos B         | Grecia | 2022      |
| U. P. de Langreo        | España | 2022-2024 |
| C. F. Talavera          | España | 2024-     |